# Entodontopsis nitens
Entodontopsis nitens là một loài Rêu trong họ Stereophyllaceae. Loài này được (Mitt.) W.R. Buck & R.R. Ireland mô tả khoa học đầu tiên năm 1985.